# 13039 Awashima
13039 Awashima è un asteroide della fascia principale. Scoperto nel 1990, presenta un'orbita caratterizzata da un semiasse maggiore pari a 3,1740879 UA e da un'eccentricità di 0,1732988, inclinata di 11,47148° rispetto all'eclittica.
L'asteroide è dedicato all'omonima isola nella Prefettura di Niigata in Giappone.